# Carta
La carta è un materiale igroscopico, composto da materie prime soprattutto vegetali, unite per feltrazione ed essiccate. Si presenta nella forma di fogli sottili. Può essere arricchito da collanti, cariche minerali, coloranti e diversi additivi.

## Evoluzione storica
Il significato della parola carta è piuttosto incerto. Secondo alcuni studiosi, deriverebbe attraverso il latino charta, dal greco χαράσσω (charàssō) con il significato di incidere, scolpire. I termini corrispondenti paper anglosassone, papel spagnolo e papier francese e tedesco, derivano invece dalla pianta del papiro, utilizzato dagli antichi Egizi per scrivere fin dal 3000 a.C., e successivamente da Greci e Romani. In seguito la pergamena, ottenuta per la lavorazione di pelli di animali, sostituì per la scrittura il papiro, che cresce esclusivamente in regioni dal clima tropicale.
In Cina i documenti venivano scritti sul bambù ed erano per questo ingombranti da conservare e trasportare. Occasionalmente veniva usata la seta, ma era troppo costosa.

### Cina

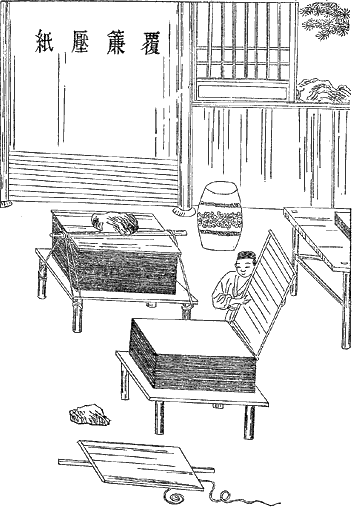
Illustrazione di una parte del processo di produzione della carta nell'antica Cina.

La tecnologia di fabbricazione della carta da corteccia è nata in Cina, descritta per la prima volta nell'anno 105 d.C. dall'ufficiale di corte Cai Lun (o Ts'ai Lun). Nel 1986 a Dunhuang (Gansu), scavi archeologici in una tomba della prima metà del II secolo a.C. portarono alla luce una mappa di carta. Questo ritrovamento lascia supporre che la carta fosse già nota in quell'epoca, retrodatando così le prime fabbricazioni di circa due secoli. La diffusione della tecnica al di fuori del paese fu lenta; altri popoli avevano conosciuto la carta ma non riuscivano a capire come venisse prodotta, e i Cinesi erano decisi a difenderne il segreto.
Secondo la tradizione, la carta fu prodotta per la prima volta nel 105 da Cai Lun, un eunuco della corte cinese Han dell'imperatore He. Il materiale (carta) usato era probabilmente la corteccia dell'albero del gelso da carta (Broussonetia papyrifera), opportunamente trattata e filtrata in uno stampo di bastoncini di bambù. La più antica carta conosciuta di cui ci sia pervenuto un campione fu fabbricata con stracci intorno al 150. Per altri cinquecento anni circa, l'arte della fabbricazione della carta fu confinata in Cina, ma nel 610 fu introdotta in Giappone e, intorno al 750 nel Medio Oriente. La carta comparve in Egitto all'incirca nell'800, ma non fu fabbricata fino al 900 (vedi papiro).
Il suo uso fu introdotto in Europa dagli Arabi, i quali scoprirono il segreto di lavorazione a seguito della battaglia del Talas nel 751 contro i Cinesi. In quell'occasione catturarono dei produttori di carta e ne avviarono la produzione dapprima a Samarcanda. Si parla quindi di una cartiera costruita in al-Andalus (Spagna islamica), a Játiva, intorno al 1150. La Sicilia sotto dominio islamico potrebbe essere stata la prima terra europea in cui fu costruito uno stabilimento per trattare i cascami del cotone, secondo le tecniche apprese già nella seconda metà dell'VIII secolo.
Una testimonianza particolarmente autorevole è quella del viaggiatore arabo Ibn Ḥawqal, che visitò Palermo (Balarm) nel 972. Costui riporta che, tra gli oggetti da lui visti, vi fosse proprio la carta. Per quanto manchino testimonianze "interne" sulla produzione in loco, appare assai probabile che proprio a Palermo, la capitale dell'isola (la capitale greca era Siracusa e quella dei Berberi era Girgenti), fosse stato predisposto dalle autorità Aghlabidi, Kalbiti di Sicilia o Fatimidi un apposito ṭirāz: un laboratorio sotto diretto controllo dei governanti, in cui fabbricare carta, così com'era abitudine per ogni capitale di governatorato islamico, anche a fini di prestigio.
A quegli stessi anni (terzo quarto del XII secolo) risale la prima cartiera in territorio italiano cristiano, attribuita alla figura di Polese da Fabriano, che la impiantò sul Reno presso Bologna. Nei secoli successivi l'arte si diffuse nella maggior parte dei paesi europei.
L'introduzione del carattere tipografico mobile, nella metà circa del XV secolo grazie a Johannes Gutenberg, 1400 ca.-1465, rese più facile la stampa dei libri e stimolò notevolmente la fabbricazione della carta. Il consumo sempre maggiore di carta nel XVII e nel XVIII secolo portò a una penuria di stracci, a quel tempo l'unica materia prima soddisfacente conosciuta dai produttori europei, ma nessuno dei vari tentativi di trovare valide alternative ebbe successo. Nello stesso tempo, si cercò di ridurre il costo della carta, sviluppando una macchina che sostituisse il processo di produzione manuale.
La prima macchina fu costruita dall'inventore francese Louis Nicolas Robert nel 1798. La macchina di Robert venne successivamente migliorata dai fratelli ed editori britannici George e Sealy Fourdrinier che, nel 1803, fabbricarono la prima delle macchine che avrebbero portato il loro nome. Il problema di fabbricare carta utilizzando una materia prima economica trovò soluzione intorno al 1840, con l'introduzione del processo di sfibratura del legno, che veniva così ridotto in pasta cellulosica e, una decina d'anni più tardi, dei processi di produzione della pasta chimica. Attualmente la Cina, gli Stati Uniti e il Canada sono i maggiori produttori mondiali di carta, pasta di legno e di prodotti della carta; una quantità considerevole di pasta di legno e di carta da giornale viene prodotta anche da Finlandia, Giappone e Svezia.

### America
In America ritrovamenti archeologici indicano che la fabbricazione della carta era già nota ai Maya non più tardi del V secolo. Chiamata amatl, era largamente diffusa tra le civiltà precolombiane fino all'arrivo dei conquistatori spagnoli. Ancor oggi si fabbrica, in modeste quantità, carta con la tecnica tradizionale maya.

### Corea
La Corea ha oltre 1.300 anni di storia nella lavorazione della carta. Secondo alcuni studiosi, la lavorazione della carta fu introdotta nella penisola coreana dalla Cina tra il II e il VII secolo. Nel 1931, venne scoperto un pezzo di carta in un’antica tomba Chehyupchong (108 a.C.-313 d.C.), che testimonia che la Corea iniziò a produrre e utilizzare la carta prima del IV secolo.

### Giappone
La tecnica arrivò in Giappone dalla Corea, intorno al 610 portata da un monaco buddista, Dam Jing da Goguryeo. Originariamente prodotta con la rafia di gelso, fu migliorata dai giapponesi e sin dal IX secolo la produzione della carta diventò una vera e propria industria nazionale. Dalla cartiera imperiale di Kyōto uscirono nuove carte fabbricate con fibre di gelso da carta (washi), canapa, dafne e paglia. Furono anche i primi riciclatori di carta sin dal XIV-XVI secolo, sembra per decongestionare gli archivi.

### Mondo arabo
In Medio Oriente la carta era già nota presso i Persiani nel VI secolo, importata dalla Cina lungo le vie della seta. Gli arabi ne vennero a conoscenza nel 637 entrando in Ctesifonte, capitale della dinastia sasanide, ma solamente nel secolo seguente riuscirono a carpire i segreti della fabbricazione. Nel 751, infatti, con la conquista di Samarcanda (battaglia del Talas) fecero prigionieri dei cartai cinesi a cui estorsero la spiegazione del procedimento di lavorazione. La carta di Samarcanda, fatta con canapa e lino, diventò presto famosa con il nome di kaghad e assicurò un periodo di prosperità alla regione. Mentre quella dei cinesi era fatta con fibre di gelso e di bambù, gli artigiani di Samarcanda scoprirono la possibilità di fabbricare un tipo di carta ancora più sottile e fine con le fibre della pianta di cotone, molto diffusa nella loro regione.
La prima cartiera della storia fu costruita a Samarcanda e immediatamente dopo ne fu costruita una seconda a Baghdad, entrambe per merito dei Barmecidi. Con l'espandersi del mondo arabo-musulmano si diffuse anche la produzione della carta: nell'VIII secolo in Egitto, nei secoli successivi in tutta l'Africa settentrionale e nel X secolo la Sicilia ne era un importante centro per il commercio. Dalle cartiere della siriana Manbij (chiamata dai Bizantini Bambuke), il prodotto uscito divenne noto in Europa con il nome di "carta bombacina" che, alla fine del X secolo (990), si volle invece attribuire a Morozzi da Fabriano, che aveva anch'egli usato come materiale stracci di lino.

### Europa
| Data               | Titolo |
| ------------------ | --- |
| ante 1080          | Messale di Silos – Il più antico libro cristiano scritto su carta. |
| 1100               | Spagna: San Felipe è il centro pioniere della produzione della carta in Europa. |
| 1109               | Il documento scritto su carta più antico apparso in Sicilia (cosiddetto Mandato di Adelasia). |
| 1225               | Il più antico documento scritto su carta apparso in Francia. |
| 1228               | L'imperatore Federico II invia da Barletta il più antico documento in tedesco tuttora esistente su carta al convento femminile di Göss in Austria |
| ante 1231          | Carta di Amalfi, la prima prodotta in Italia. |
| 1231               | In Italia si produce carta con i metodi arabi a Palermo, nell'Amalfitano (carta bambagina), a Genova, nel Veneto, in Toscana e a Fabriano. Tuttavia viene ancora considerata un supporto di bassa qualità, inferiore alla pergamena. |
| 1264               | Documento a Matelica (20 km da Fabriano) registrante l'acquisto di «quaderni» di Carta di Fabriano. A Fabriano si sviluppa una nuova tecnologia di produzione. Il miglioramento qualitativo apportato a Fabriano fa cadere il divieto emanato nel 1231 dall'imperatore Federico II che proibiva l’uso della carta bambagina per la stesura degli atti pubblici in favore della pergamena. |
| 1282               | Invenzione della filigrana (disegno visibile in trasparenza) a Fabriano. Viene usata dai fabbricanti per contraddistinguere la loro produzione. |
|                    | Ulteriori innovazioni fondamentali nel periodo: falce, e presse per carta. Filtro a intreccio di fili. |
| 1381               | Nascita del polo cartaio di Toscolano Maderno in Italia (Alto Garda Bresciano). |
| 1389               | Prima cartiera in Germania, fondata da Ulman Stromer a Norimberga. |
| A partire dal 1393 | Seguono altre cartiere in Germania: 1393 Ravensburg, 1398 Chemnitz, 1407 Augusta, 1415 Strasburgo, 1420 Lubecca, 1460 Wartenfels, 1468 Kempten, 1478 Memmingen. Alla fine del XVI secolo esistevano già 190 cartiere in Germania. |
| 1411               | Marly in Svizzera. |
| 1469               | Sankt Pölten in Austria. |
| 1494               | Stevenage in Inghilterra. |
| 1573               | Klippan in Svezia. |
| 1576               | Mosca in Russia. |
| 1586               | Dordrecht nei Paesi Bassi. |

La carta araba giunse in Europa nel XII secolo: il primo luogo in cui fu lavorata fu Xàtiva (1150). Importata da Damasco attraverso Costantinopoli, o dall'Africa attraverso la Sicilia, era un prodotto mediocre se paragonato alla pergamena: Federico II in un editto del 1221 ne proibì l'uso negli atti pubblici data la sua deperibilità. Tuttavia il consumo non fece che aumentare vista la sua decisa economicità. Nel XIII secolo le flotte mercantili del Mediterraneo e dell'Adriatico, finanziate da grossi commercianti (in gran parte veneziani e genovesi), si spartivano il fiorente mercato.
Le cose cambiarono dal 1264 quando a Fabriano, nelle Marche, nella prima cartiera europea si cominciò a preparare la pasta utilizzando la pila idraulica a magli multipli azionati da un albero a camme collegato a una ruota idraulica. Più efficienti del mortaio dei cinesi o della mola degli arabi, mossi da uomini o animali, i magli, lavorando in verticale, sfibrano canapa e lino più velocemente e meglio, riducendo così i costi e migliorando la qualità. Anche il telaio (forma o modulo) da immergere nel tino cambiò: l'intreccio di cotone, bambù o canne fu sostituito da un intreccio in ottone e rimarrà pressoché invariato fino al XVIII secolo. La collatura con amido di riso o grano fu cambiata con una a base di gelatina animale - il carniccio - che migliora caratteristiche come l'impermeabilità o la resistenza a insetti e microrganismi.
La nuova tecnologia ebbe un notevole successo e presto sorsero nuovi mulini in tutta l'Italia settentrionale, e in particolare sulla sponda occidentale del lago di Garda nella valle del fiume Toscolano, nel territorio dell'allora Repubblica di Venezia, denominata da quel tempo "valle delle cartiere". La carta italiana, di qualità migliore, più economica e soprattutto cristiana si impose velocemente in tutta Europa.
Il monopolio della carta italiana durò fino a metà del XIV secolo, quando nuovi centri cartari sorsero prima in Francia e poi in Germania. La prima metà del XV secolo vide la Francia primeggiare nella produzione della carta, ma nella seconda metà, per le alte tasse sui mulini e sul trasporto degli stracci, il grosso della produzione si spostò verso l'Olanda.
Nel XVII secolo fu introdotta la macchina detta «cilindro olandese»: vasche anulari di forma ovale in cui un cilindro munito di lame contemporaneamente sfilacciava e raffinava le fibre. Con le olandesi si ottenne una carta più bianca e omogenea, anche se meno resistente perché le fibre venivano tagliate anziché schiacciate.
Nel 1750 l'inglese John Baskerville introdusse una nuova tecnica per ottenere della carta priva dei segni della vergatura chiamata wove paper. L'industria inglese riuscì a mantenere il monopolio della fabbricazione per circa un quarto di secolo, ma nel 1777 il francese Pierre Montgolfier (padre dei fratelli Montgolfier) ottenne dei fogli perfettamente lisci che presero il nome di carta velina, nome che richiamava la pergamena prodotta con la pelle dei vitelli nati morti, particolarmente liscia.

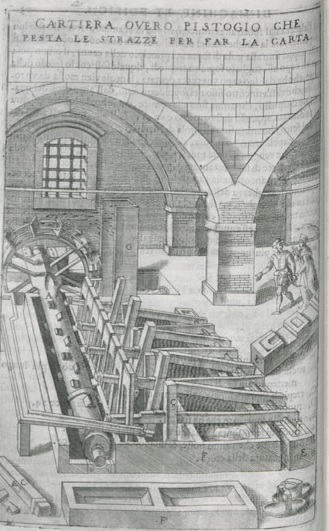
Macchina a pistoni per il pestaggio e preparazione degli stracci per la realizzazione della carta in una rappresentazione del XVII secolo

Nel 1774, grazie alle scoperte del chimico svedese K.W. Scheele, si vide la possibilità di usare cloro per sbiancare la carta. Solo più tardi si scoprirà che l'ossidazione al cloro ha effetti sulla durata a lungo termine. Nel 1807 venne introdotto un sistema di collatura in massa con allume e colofonia, più economico di quello con gelatina animale, il quale, tuttavia, più che decuplica l'acidità della carta.

### L'era industriale

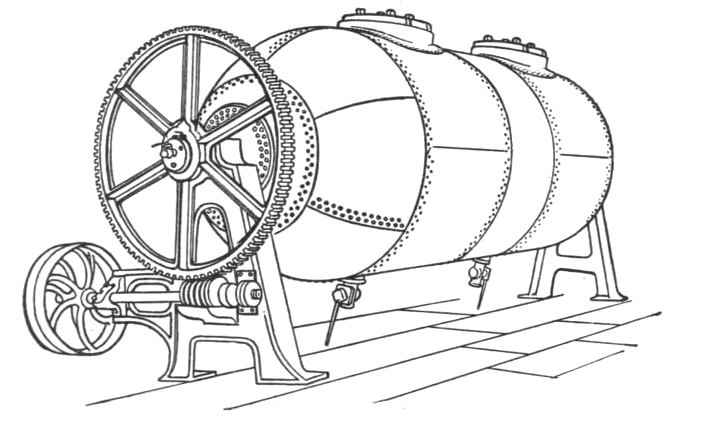
Esempio di apparecchiatura utilizzata per la preparazione della carta a partire dagli stracci

Dopo due anni di ricerche, nel dicembre del 1798, il francese Louis Nicolas Robert depositò un brevetto di machine à papier à long (macchina per fare una carta lunghissima). Il brevetto fu acquistato da Didot Saint-Léger, proprietario della cartiera di Essonnes, con la promessa di una grossa somma prelevata dagli utili. Didot fece invece perfezionare il progetto dal cognato, tal Gamble, il quale a sua volta fuggì in Inghilterra, dove depositò il brevetto. Perfezionata ulteriormente nel 1803, la nuova macchina diede il via alla produzione industriale della carta.

Durante la prima metà del XIX secolo i continui miglioramenti ridussero sempre più i costi di produzione, ma la limitata offerta della materia prima, gli stracci, impose la ricerca di nuove fonti. La sola introduzione della macchina a vapore raddoppiò la produzione nel decennio 1850-1860. Furono fatti tentativi con l'ortica, la felce, il luppolo e il mais, ma nessuno dei surrogati riuscì a competere in qualità e costi con gli stracci.
Nel 1844 un tessitore di Hainichen, in Sassonia, di nome Friedrich Gottlob Keller, depositò un brevetto per una pasta preparata dal legno. Il tedesco Heinrich Voelter nel 1846 lo migliorò con l'invenzione di un apparecchio per la sfibratura costituito da una grossa mola in gres che sminuzza il legno. Il prodotto ottenuto era mediocre ma adatto a un utilizzo nascente: la stampa periodica. Lo sfibratore si imporrà solo dopo il 1860 quando a esso verrà affiancato un altro trattamento: quello chimico. I primi trattamenti furono con soda e potassa a caldo, seguiti da sbianca con cloro. Emicellulosa e lignina si sciolgono, mentre la cellulosa rimane intatta. Soda e potassa vennero presto sostituiti da bisolfito che opera in ambiente acido.

Dal 1880 un nuovo procedimento al solfato permise di ottenere una carta molto robusta chiamata carta Kraft che rivoluzionerà il mondo dell'imballaggio.
Con l'arrivo della pasta di legno, la produzione diventò di massa e la caduta del prezzo trasformò la carta in un prodotto di largo consumo. In Inghilterra, ad esempio, la produzione passò dalle 96 000 tonnellate del 1861 alle 648 000 tonnellate del 1900. I paesi ricchi di foreste come quelli scandinavi, il Canada e gli Stati Uniti diventarono i nuovi riferimenti del mercato. La carta industriale abbondante e a basso costo diversifica gli utilizzi: nel 1871 la prima carta igienica in rotoli, nel 1906 le prime confezioni del latte in cartone impermeabilizzato, nel 1907 il cartone ondulato e poi giocattoli, capi d'abbigliamento, elementi d'arredo, isolamenti elettrici.
In questo periodo industriale, si fecero passi avanti, anche nello studio della storia della carta. All’Esposizione Universale di Parigi del 1900 il filigranologo Augusto Zonghi espose una raccolta di carte antiche fabrianesi composta da 198 cartelle, 2.213 antiche carte fabrianesi originali o campioni di esse dal 1267 al 1798 e da un album di segni filigranati riprodotti in 134 tavole, da 1.887 antiche filigrane.
La commissione giudicatrice dell’Esposizione di Parigi la definì “Unica al mondo”.
Prima di quest'epoca, un libro o un giornale erano oggetti rari e preziosi e l'analfabetismo era enormemente diffuso. Con la graduale introduzione della carta economica, giornali, quaderni, romanzi e altra letteratura diventarono alla portata di tutti.
La carta offrì la possibilità di scrivere documenti personali e corrispondenza, non più come lusso riservato a pochi. La stessa classe impiegatizia può essere considerata nata dalla rivoluzione della carta così come dalla rivoluzione industriale.
Con la contemporanea invenzione della penna stilografica, della produzione di massa di matite, del processo di stampa rotativa, la carta ha avuto un peso notevole nell'economia e nella società dei paesi industrializzati.
In Italia possiamo ricordare in particolare Pietro Miliani, che nel XIX secolo da semplice operaio diventò fondatore delle attuali industrie omonime e capostipite di una famiglia di imprenditori.

## Tipi di carta
Un pacco di fogli di carta è chiamato risma e generalmente comprende cinquecento fogli. Il rapporto tra il peso della carta e la sua superficie si definisce "grammatura".
Il materiale, a seconda della grammatura, si classifica generalmente in:
- Carta (10÷150 g/m² con spessore 0,03÷0,3 mm),
- Cartoncino (150÷450 g/m² con spessore maggiore di 0,3 mm)
- Cartoncino Bristol
- Cartone (450÷1.200 g/m² spesso fino a 2 mm)[18]
- Cartone ondulato
- Carta velina
- Carta crespa
- Carta glassine
- Carta igienica
- Carta da parati
- Carta carbone
- Carta gommata
- Carta adesiva
- Carta da cucina
- Carta vellutata
- Carta paglia

- Carta monolucida
- Carta patinata
- Carta politenata
- Carta di Amalfi
- Carta ECF
- Carta chimica
- Carta termica
- Carta da forno
- Carta siliconata
- Carta da lucido
- Chine-collé
- Carta da zucchero
- Carta da origami
- Carta abrasiva

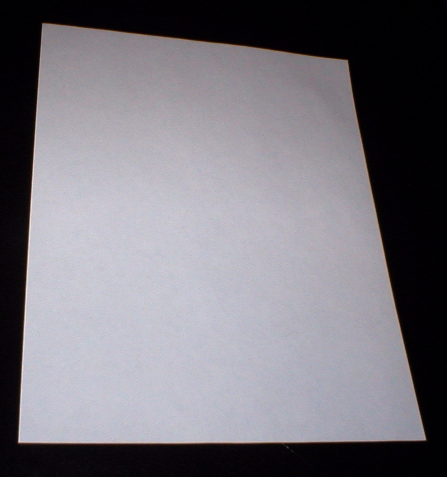
Un foglio di carta
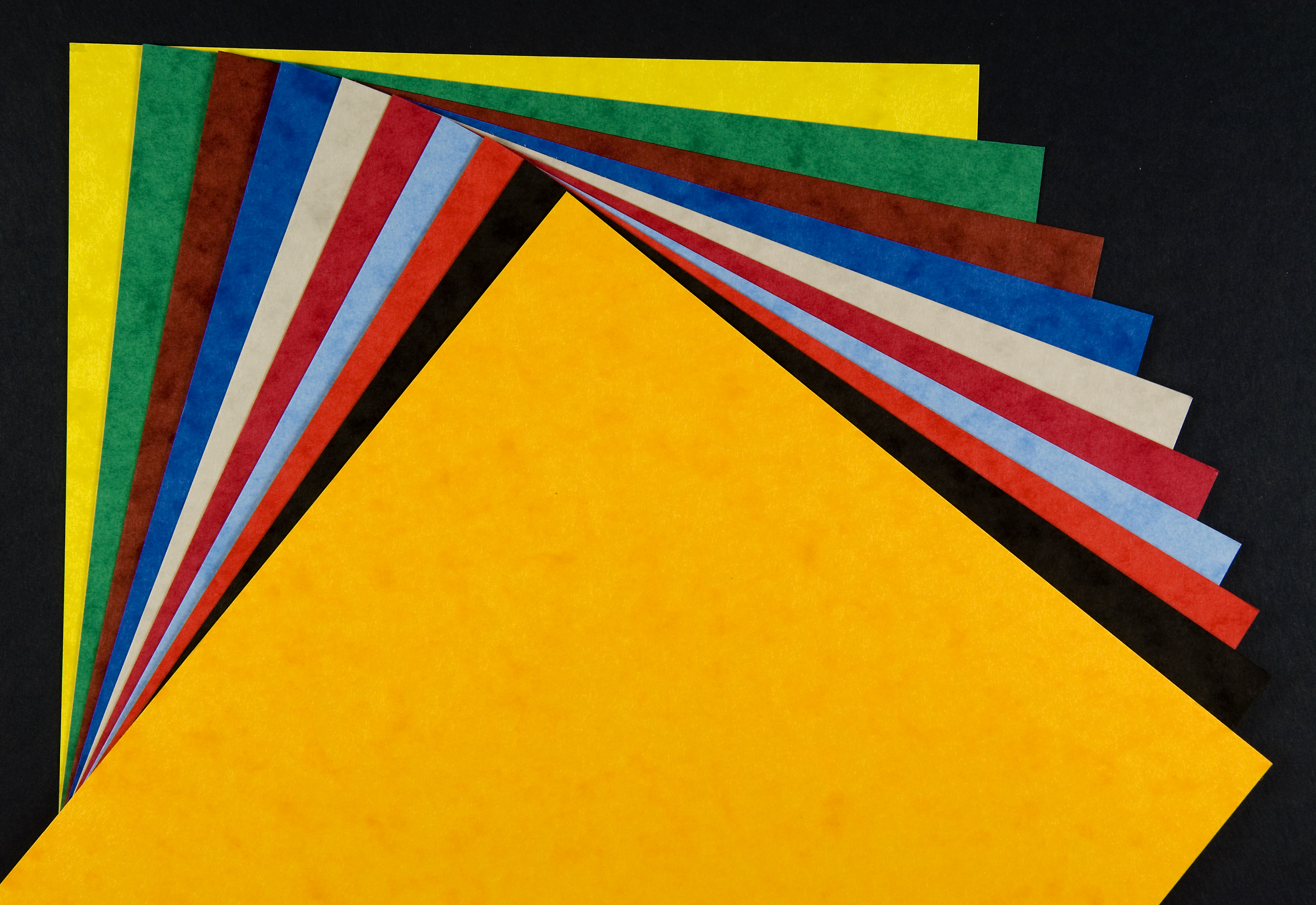
Cartoncini colorati
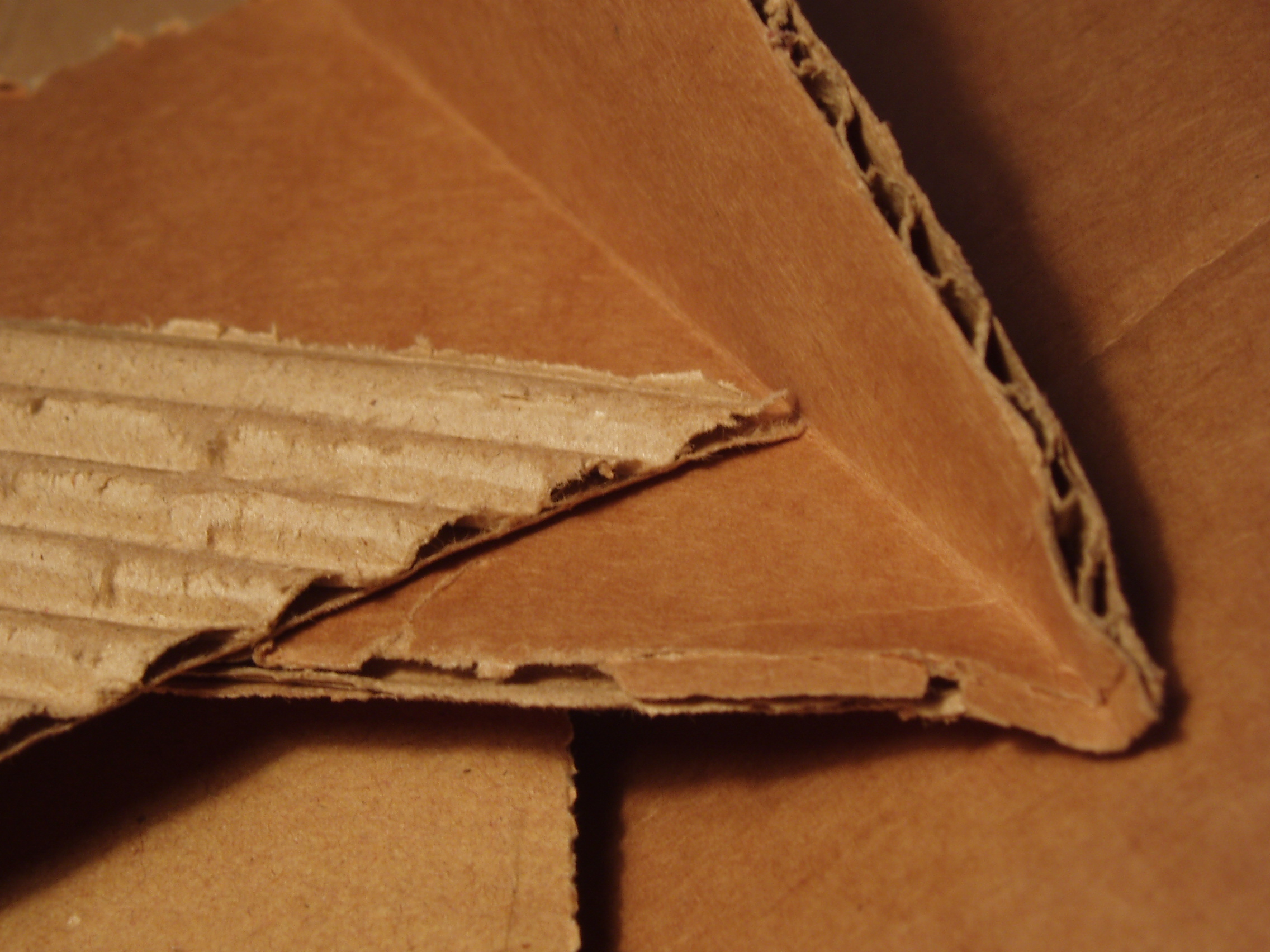
Cartone ondulato
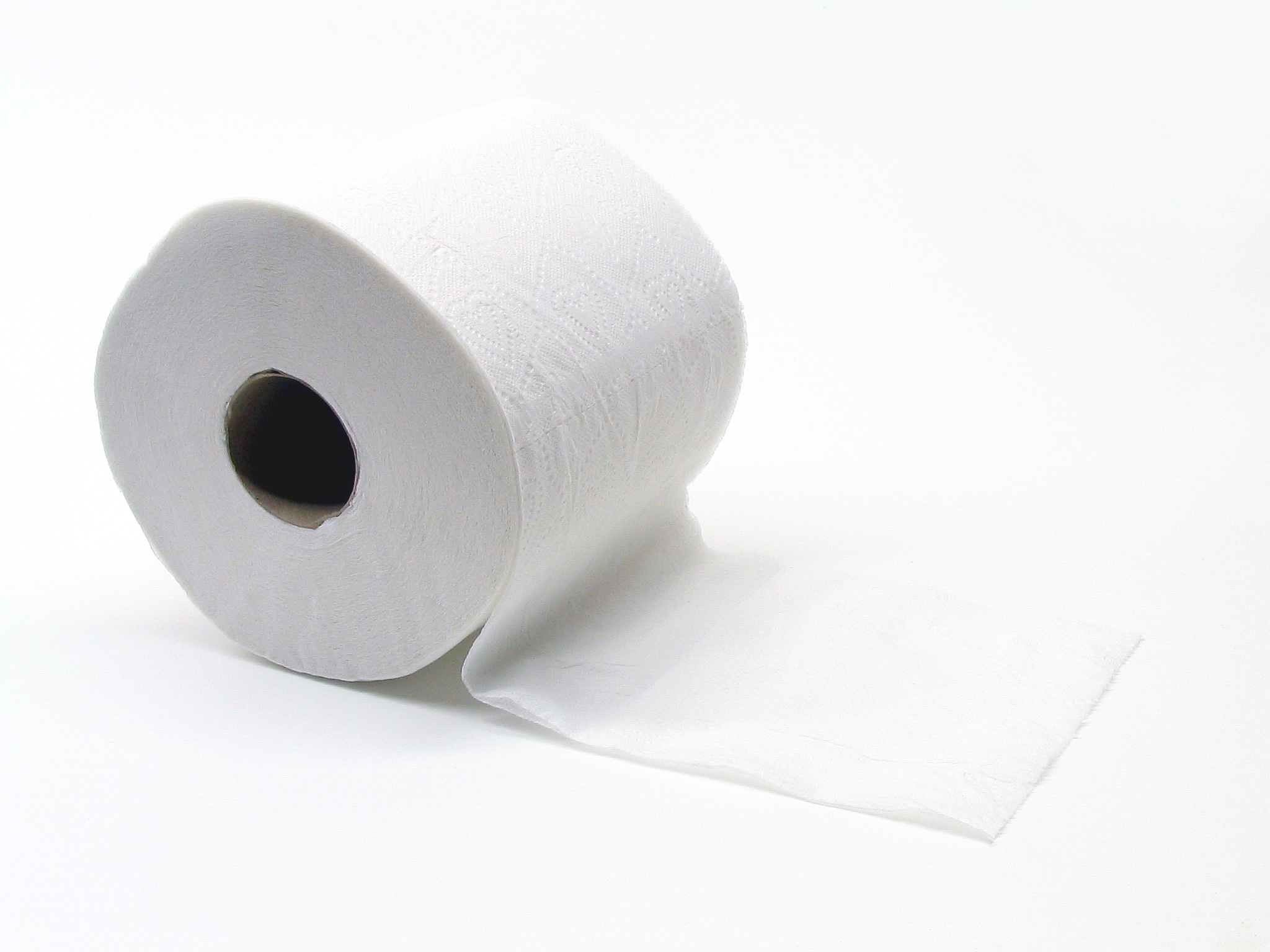
Carta igienica

## Fabbricazione
In sintesi il processo di fabbricazione consiste in vari stadi che portano alla formazione della carta a partire dal legno. I principali stadi sono:
1. Preparazione delle fibre: spappolamento
2. Sbiancamento
3. Formazione del foglio e pressatura
4. Trattamenti superficiali vari
5. Essiccamento.

Il legno è formato indicativamente da:
- Cellulosa (circa 45%)
- Emicellulosa (circa 30%)
- Lignina (circa 20%)
- Estraibili vari: terpeni, resine, acidi grassi (circa 5%).

Cellulosa ed emicellulosa costituiscono le fibre del legno, mentre la lignina è l'interfibra che le tiene unite. Agli albori dell'industria cartaria si creavano i fogli manualmente, poi furono sviluppate macchine per la produzione in continuo della carta. Inizialmente si trattava di fabbriche che utilizzavano il processo completo dal taglio degli alberi fino alla carta (in bobina). Oggi la maggior parte delle industrie utilizza come materia prima polpa di cellulosa prodotta altrove (ed eventualmente carta di riciclo).
Il materiale più comunemente usato è la polpa di legno o di cellulosa. Le fibre utilizzate maggiormente nel
settore cartario si suddividono in fibre ottenute da latifoglie (indicate con il nome di fibra corta), fibre ottenute da conifere (indicate con il nome di fibra lunga) e fibre ottenute da vegetali differenti. Tra le latifoglie si fa principalmente impiego di eucalipto, faggio, betulla e pioppo, mentre tra le conifere si sfruttano essenzialmente abete, pino, cipresso e sequoia. Tra le piante diverse si annoverano lino, cotone e canapa. 
In aree geografiche quali Giappone, Indocina, Cina e Corea le industrie locali fanno spesso utilizzo anche di fibre provenienti da bambù e bagassa, per via dell'estrema diffusione di questi materiali nella zona.

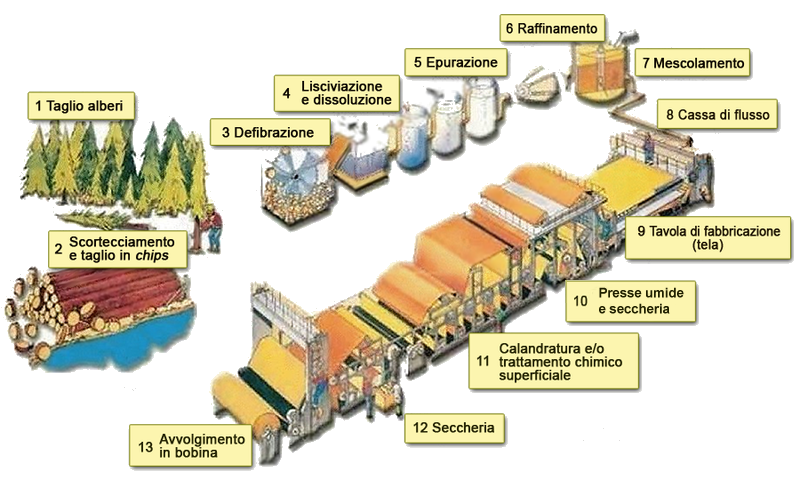
Schema della produzione di carta, dal legno alle bobine attraverso una macchina continua

### Preparazione delle fibre: spappolamento

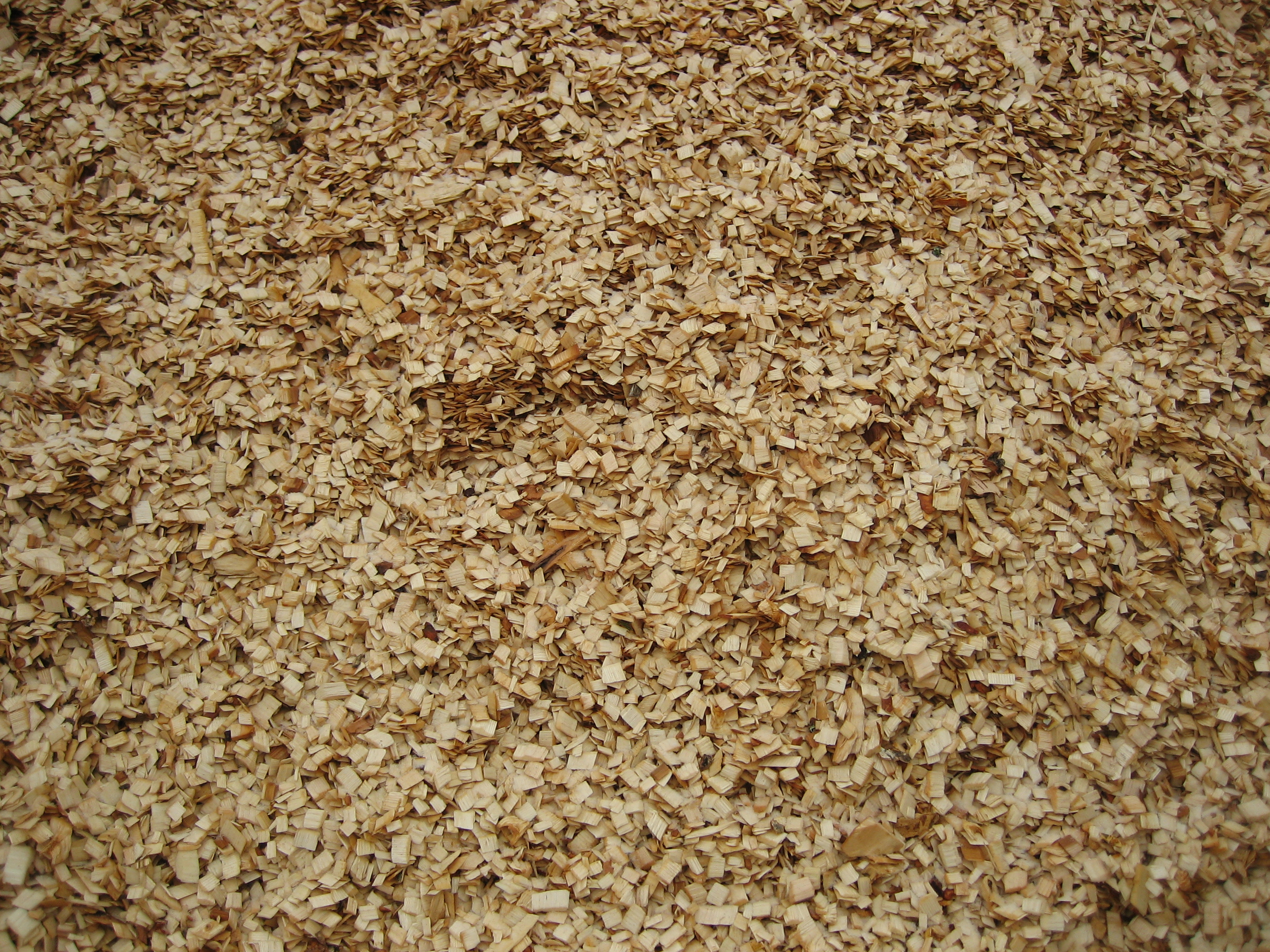
Chip di legno utilizzati per la produzione della carta

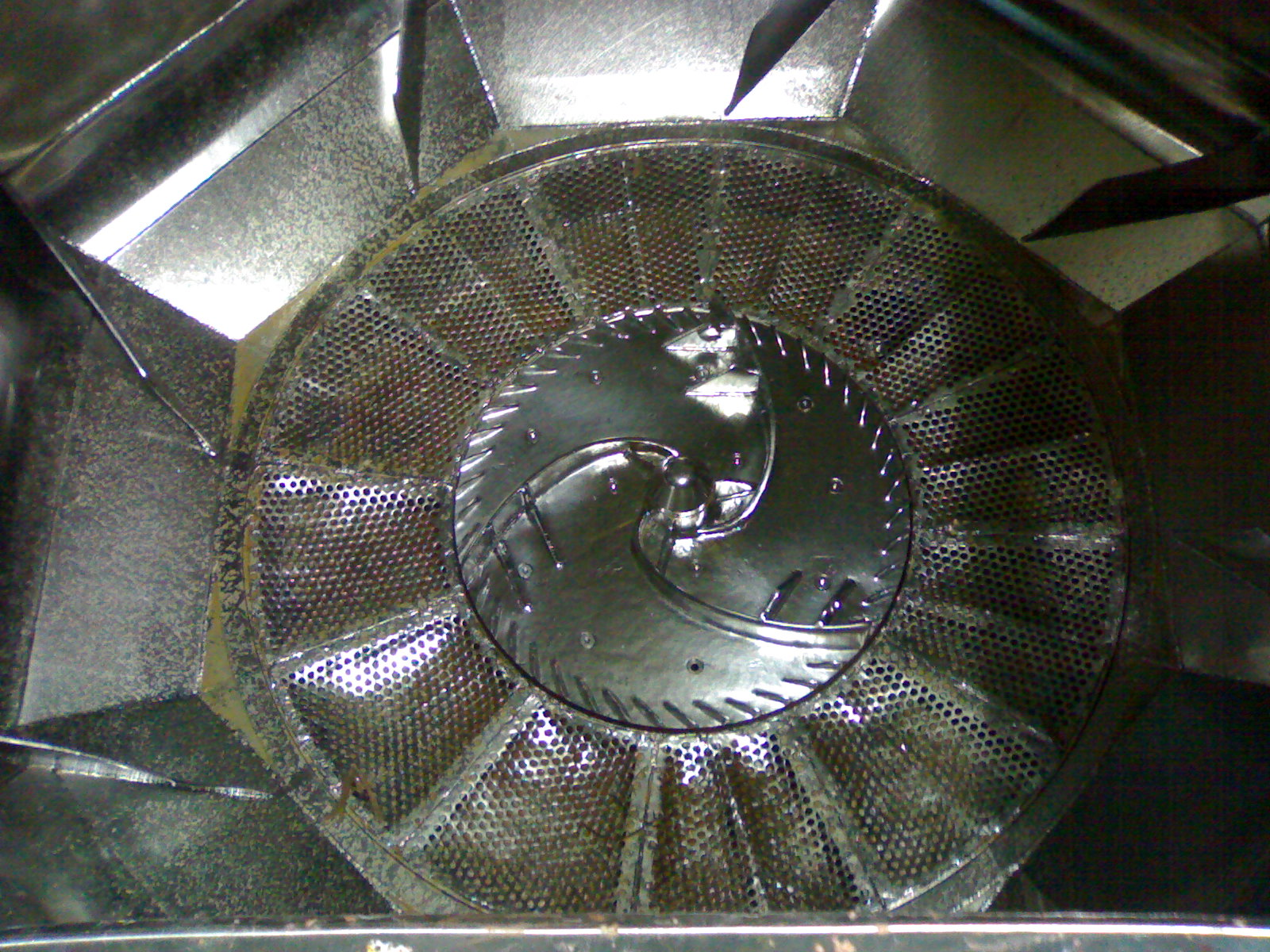
Macchinario per lo spappolamento del legno

Considerando il processo partendo dal legno, in questa fase il legno viene scortecciato e ridotto in chip, successivamente si formano delle paste rompendo in vari modi il legame della lignina. La materia prima è trasformata in polpa, una miscela concentrata di fibre in sospensione nel liquido. La separazione delle fibre avviene con metodi sia fisici (sbattimento, calore) che chimici (alcali). Poiché le fibre derivano da fonti naturali, sono necessari diversi passaggi di separazione e lavaggio, quindi candeggio o tintura per alterarne l'aspetto fino a ottenere quello del prodotto finale.
Paste chimiche (processo Kraft)
La lignina viene sfibrata chimicamente (con soda caustica e solfuro di sodio) e selettivamente, lasciando intatte le fibre di cellulosa: si ottiene una pasta marrone che richiede molti sbiancanti, ma la carta finale è molto resistente (kraft, che in tedesco significa forte).
Il processo ha degli svantaggi ambientali (lo zolfo genera odore di uova marce, e ci sono molti scarti acquosi) e di resa (solo il 50% del legno viene trasformato in pasta, anche se molti scarti vengono bruciati e l'energia viene recuperata).
Paste meccaniche e termomeccaniche (groundwood pulping e thermo mechanical pulp)
La lignina viene sfibrata con uno sminuzzamento esclusivamente meccanico (grinding), o termo-meccanico, e le fibre cellulosiche vengono liberate ma anche parzialmente danneggiate, e senza la completa separazione delle fibre, che possono rimanere raggruppate in mazzetti isolati. La polpa è molto impura, con la conservazione di tutte le sostanze insolubili del legno, comprese quelle incrostanti: le fibre poco raffinate rendono la carta così prodotta meno resistente alle sollecitazioni meccaniche, vista la difficoltà delle fibre a formare ponti idrogeno; inoltre, a causa dell'elevato residuo in lignina, il prodotto finale esibisce scarsa stabilità alla luce, con conseguente tendenza al facile ingiallimento. Il processo ha dei vantaggi di resa (il 95% del legno viene trasformato in pasta), ma richiede molta energia meccanica, anche se la pasta meccanica prodotta è più economica di quella chimica. Per queste sue caratteristiche essa è generalmente usata in tutte quelle applicazioni in cui non è richiesta grande resistenza meccanica né fotostabilità: carta da giornale, elenchi telefonici, ecc.
Paste semichimiche (CTMP)
Il processo di formazione della pasta è intermedio: il legno viene trattato chimicamente (con processi più blandi) e trattato successivamente con vapore e meccanicamente (Chemo Thermo Mechanical Pulping). Il trattamento separa buona parte delle fibre, ma la purificazione è solo parziale, in dipendenza dalla durata e dell'intensità.
La carta prodotta è più forte di quella ottenuta da paste meccaniche e intermedia rispetto a quella prodotta con paste chimiche. Essa può essere utilizzata per produrre carte patinate.

### Preparazione delle fibre: sbiancamento
Le paste vengono sbiancate in genere con cloro o biossido di cloro.
Sistemi a minore impatto ambientale utilizzano ossigeno e idrogeno perossido.
Il pH finale della carta normalmente varia da 4 a 7.
In genere la carta non sbiancata è chiamata "unbleached" (in inglese: non sbiancata) mentre quella sbiancata e poi ricolorata (di marroncino) viene detta "avana".
Dopo questi trattamenti si è ottenuta una pasta che consiste in una sospensione di fibre epurate.
Da qui si possono produrre balle di cellulosa (che saranno poi utilizzate come materie prime dalle cartiere, necessitando quindi di essere di nuovo miscelate nel macchinario chiamato pulper) o si passa direttamente alla formazione dei fogli.

### Formazione del foglio e pressatura
Anticamente la polpa preparata sottoponendo a lisciviazione stracci di lino e cotone era diluita con acqua fino a ottenere una poltiglia leggera. In questa sospensione era immersa la "forma", una sorta di setaccio, su cui si depositava un intreccio di fibre. In questa fase si poteva formare una filigrana quando sulla "forma" erano agganciati fili metallici opportunamente sagomati che impedivano il depositarsi uniforme della polpa generando così un'immagine visibile in controluce. A questo punto la carta era già pronta e doveva essere soltanto pressata ed essiccata.
Nelle moderne cartiere in continuo si procede facendo drenare, attraverso una fessura larga quanto la macchina, la sospensione acquosa di cellulosa molto diluita dalla cassa d'afflusso (circa al 3% di cellulosa come residuo secco) su una tela che scorre in continuo: le fibre si concentrano e si compattano (allineandosi preferenzialmente in senso macchina) formando il foglio iniziale (ca. 80% acqua). La velocità della tela in rapporto alla velocità di deflusso delle fibre dalla cassa d'afflusso determinano la "quadratura" della carta, cioè l'orientamento delle fibre e quindi le resistenze meccaniche trasversali e longitudinali.

A questo punto segue la pressatura del foglio di carta appena formato, che viene eseguita in continuo nella seccheria con dei rulli dotati di feltri: le fibre si compattano maggiormente e il foglio subisce una laminazione perdendo ancora acqua e arrivando a una concentrazione del 3-4%. Da qui nascono i termini "lato feltro" e "lato tela" della carta.

### Trattamenti superficiali
La carta grezza ottenuta pressando la polpa è piuttosto assorbente e non presenta una superficie adatta per la scrittura o per altre applicazioni come la stampa (o ad esempio la siliconatura per le etichette autoadesive). Per questo motivo viene utilizzata un'ampia gamma di additivi per ottenere le proprietà desiderate. Questi vengono applicati come rivestimento sulla superficie, formando la patina.
Gli agenti patinanti sono di solito polimeri studiati per ottenere una migliore superficie su cui scrivere. Sono impiegati l'amido, il poliacetato di vinile (PVA) e molti altri prodotti per realizzare tipi diversi di carta.
La patinatura può anche migliorare la superficie lisciandola. La matrice di fibra è rugosa e per renderla liscia si utilizza spesso il caolino. La carta patinata delle riviste per esempio, è ottenuta in questo modo.
L'aspetto lucido (per esempio delle copertine delle riviste) è aggiunto successivamente alla stampa, applicando uno strato trasparente (come uno smalto) sulla pagina stampata, e non è quindi una caratteristica originale della carta.
Altri additivi vengono aggiunti per migliorare altre caratteristiche specifiche della carta, a seconda delle applicazioni.
Seguendo il percorso della carta in una macchina di cartiera vengono applicati dunque dei "primer" per modificarne le caratteristiche superficiali (sizing). Generalmente si applicano soluzioni di alcool polivinilico e carbossimetilcellulosa, oppure una soluzione con le cariche minerali per le carte patinate.

### Essiccamento
La carta in genere esce dal trattamento di sizing con un'umidità ancora alta. Il foglio viene quindi essiccato facendolo passare ancora per una seccheria e poi calandrandolo attraverso uno o più rulli riscaldati (generalmente in acciaio) che impartiscono una certa pressione al foglio, rendendolo relativamente liscio dalla parte a contatto con i cilindri (carta calandrata).

### Altri trattamenti
A seconda dei tipi di carta e delle applicazioni, la carta può essere ulteriormente lavorata (sia in-line, ovvero in un unico processo, sia off-line, in un processo separato). Ad esempio per produrre le carte glassine si utilizzano delle supercalandre che comprimono e scaldano la carta fino a sminuzzare le fibre, diminuendo lo spessore del foglio e aumentando il liscio: la carta acquisisce un aspetto traslucido (da cui il nome glassine che in lingua inglese richiama la trasparenza del vetro).

## Applicazioni

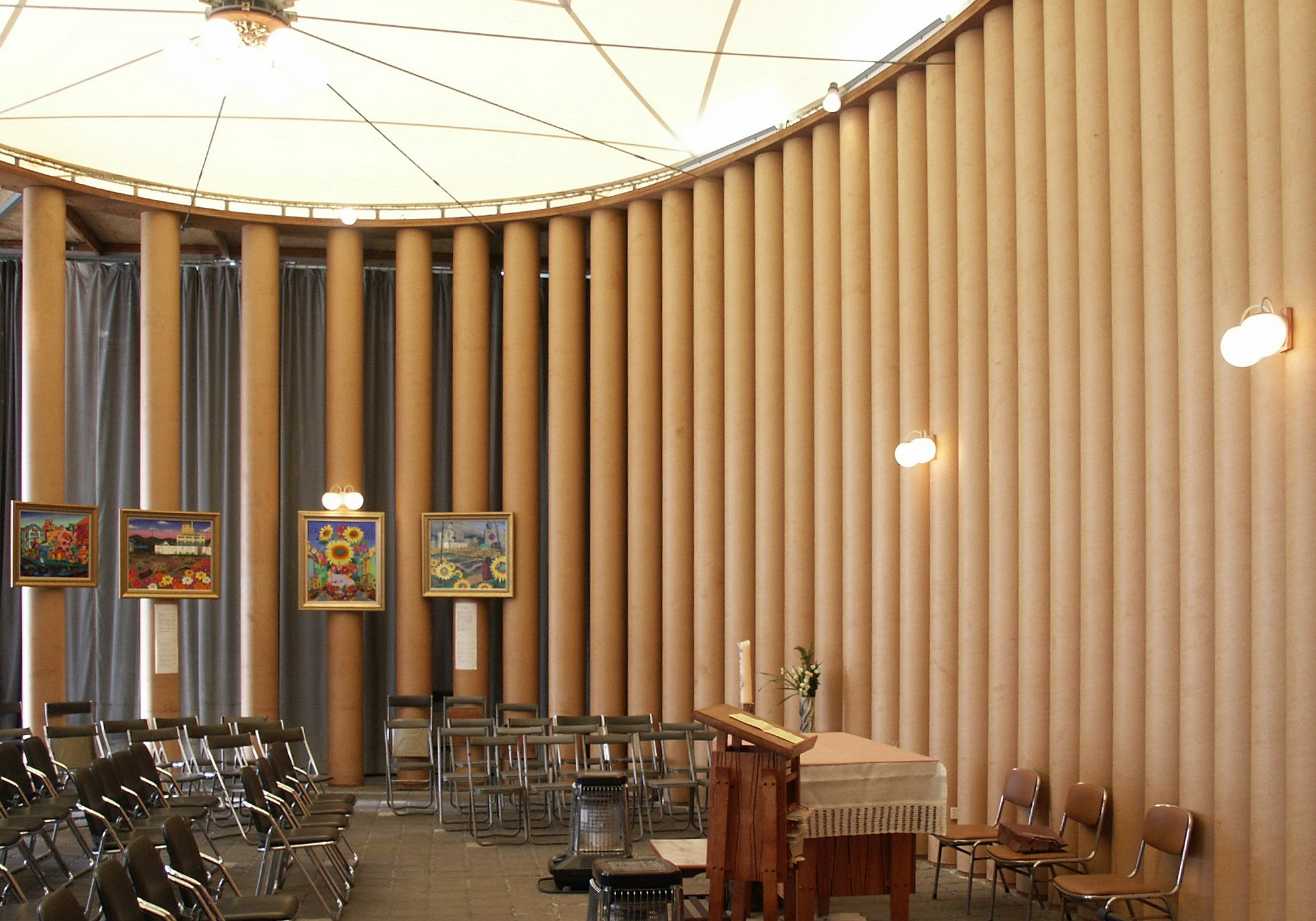
Interno di una chiesa realizzata in cartone

La carta ha moltissime applicazioni, tra le quali possiamo ricordare:
- la scrittura: è l'applicazione principale della carta. Il foglio di carta diventa giornali, riviste, libri, quaderni, documenti per memorizzare informazioni o per comunicare. La carta può così assumere un valore per ciò che contiene, si pensi a banconote, assegni, biglietti, ricevute, titoli, ecc.

Di questi documenti, fare una copia indistinguibile dall'originale è estremamente difficile e permette di evitare abusi, come la contraffazione.
La carta stampata può essere rilegata a formare libri, opuscoli, riviste, ecc.
Nel mondo anglosassone si usa il termine dead tree edition (edizione albero morto) per indicare i documenti su carta (fabbricata da fibre vegetali) in contrapposizione a quelli conservati come file su supporti digitali (hard disk, CD-Rom, ecc.).
Un file su computer può essere trasferito su carta per mezzo della stampante, ironicamente detta - sempre nel mondo anglosassone - mangiapiante (tree eater). Il processo inverso può essere effettuato con la scansione, eventualmente seguita dal riconoscimento ottico dei caratteri (OCR).
- l'imballaggio: sacchi e sacchetti per alimenti o altri prodotti, buste, fogli per avvolgere, incarti per caramelle, bustine per prodotti farmaceutici, carte da regali.
- la pulizia e l'igiene: carta igienica, fazzoletti, tovaglioli, carta da cucina, ecc.
- la costruzione di oggetti: l'aeroplanino di carta, il ventaglio di carta, il papier-mâché, l'origami, il kirigami, il vetrage, ecc.
- altre applicazioni: carte da parati, etichette, carte gommate, carte bituminate, carte abrasive.

## Impatto ambientale
La carta viene prodotta con processo industriale che, per economie di mercato, si svolge in impianti di grandi dimensioni. Gli impatti ambientali del settore sono quindi principalmente derivanti dai grandi volumi trattati di materie prime ed energetiche. I componenti principali della carta sono comunque naturali e rinnovabili e i prodotti cartari, dopo il loro impiego, sono riciclabili, biodegradabili e compostabili.
La materia prima utilizzata per la produzione della carta proviene prevalentemente dal legno, la fonte di cellulosa più ampiamente disponibile in natura. L'industria della carta, tradizionalmente votata all'impiego di risorse povere e di scarto (si pensi a quando si utilizzavano gli stracci) ha inoltre sviluppato tecnologie che consentono il riciclo delle fibre di cellulosa. A oggi circa la metà delle fibre impiegate dall'industria sono di recupero, rendendo la carta il materiale più riciclato in Europa.
Alla produzione della carta sono destinate le specie legnose più comuni e meno pregiate, provenienti in larga parte da foreste gestite in modo sostenibile o da colture dedicate. In Italia oltre il 75% delle fibre vergini impiegate dall'industria sono provenienti da foreste certificate secondo schemi di gestione sostenibile riconosciuti internazionalmente, i quali garantiscono che venga ripiantato più di quanto viene tagliato. Tutto il legno e la cellulosa usati dalle cartiere europee vengono inoltre sottoposti a verifica che siano legalmente tagliati e commercializzati. Nessun altro settore industriale può vantare livelli così alti di materia prima certificata per la sostenibilità. L'industria cartaria è spesso associata a fenomeni di deforestazione, sebbene solo meno del 16% del legno impiegato dall'uomo è destinato alla produzione della carta. Ad esempio la cellulosa proveniente dal Brasile, principale fornitore di materia prima per le cartiere italiane, proviene da piantagioni dedicate di eucalipto, che nulla hanno a che fare con la foresta amazzonica.
L'industria cartaria è stata associata all'inquinamento delle acque da sostanze organiche clorurate. In passato la sbianca della cellulosa era infatti basata su un processo fortemente impattante che prevedeva l'impiego di cloro gassoso. Con la crescente consapevolezza ambientale a partire dagli anni 1970, le industrie cartarie europee hanno operato una completa riconversione dei loro processi e dei loro impianti industriali, eliminando il pericoloso e inquinante cloro gassoso e sostituendolo con tecnologie basate sul biossido di cloro o su reagenti privi di cloro.

I principali aspetti ambientali legati alla produzione cartaria solo dovuti alle emissioni in acqua. L'acqua è infatti il “motore” del processo produttivo e viene impiegata in grandi quantità. Il 90% dell'acqua utilizzata dalle cartiere viene comunque continuamente riciclata e il consumo di acqua fresca che viene reintegrata nel processo si è fortemente ridotto nel tempo. Oggi servono in media 22 litri d'acqua per produrre un kg di carta, mentre negli anni '70 ne servivano più di 100. L'acqua impiegata nelle cartiere non è comunque persa, ma viene restituita al corpo idrico superficiale dopo essere depurata. Trattando quasi esclusivamente sostanze naturali, le emissioni delle cartiere non registrano la presenza di inquinanti tossici o persistenti e i parametri più comunemente impiegati per misurare la presenza di inquinanti sono il COD (domanda di ossigeno) e il TSS (solidi in sospensione), trattati per mezzo di impianti di depurazione chimico-fisica o biologica.
L'asciugatura della carta è un processo ad alta intensità energetica e il consumo di energia, con le associate emissioni di gas serra e di NOx, sono quindi aspetti ambientali significativi. Le cartiere in Europa sono il principale utilizzatore di biomassa per la produzione di energia e in Italia utilizzano quasi esclusivamente gas naturale, il meno inquinante dei combustibili fossili. La ricerca di una sempre migliore efficienza energetica negli ultimi 20 anni ha portato il settore a ridurre del 20% i consumi energetici per la produzione di un kg di carta. Un forte risparmio in termini di consumi di combustibile e di emissioni è dato dall'impiego di tecnologie di generazione combinata di energia elettrica e calore, entrambi utili per il processo. Le cartiere sono il settore industriale che più di chiunque altro ha investito in queste tecnologie, che permettono un risparmio di energia dell'ordine del 30%.
Da segnalare infine l'impatto ambientale correlato alla generazione di residui da parte della produzione cartaria. Tali residui sono essenzialmente fanghi derivanti dalla depurazione delle acque reflue e gli scarti derivanti dal riciclo. Quest'ultimi in particolare sono composti prevalentemente da materiali non cartacei che non vengono separati nella raccolta differenziata e da fibre non recuperabili e rappresentano la quantità più elevata, ma sono comunque una minima parte rispetto al rifiuto evitato grazie al riciclo. Ogni anno in Italia grazie al riciclo si evitano infatti 20 discariche di media dimensione.

## Problemi di conservazione

Un foglio di carta al SEM del MUSE

La necessità di incrementare la produzione di carta ha fatto sì che si sviluppassero macchinari e tecniche per renderne più celere la preparazione, cosicché quello che in origine era un prodotto di eccellente qualità, preparato con fibre lunghe di cellulosa – ricavate quasi sempre da tessuti, cordami e abiti già utilizzati, prevalentemente di canapa e di lino, venduti agli straccivendoli – e incollato con colla proteica, cambiò gradualmente le proprie caratteristiche merceologiche. La preparazione della polpa fu accelerata con l'introduzione della macchina olandese, che riduceva gli stracci in poltiglia con un impianto metallico. In seguito, già nel XVIII secolo, con l'aumentata disponibilità di stracci da usarsi come materia prima, furono introdotti sbiancanti a base di cloro.
Infine, nel XIX secolo, si diffuse l'uso della collatura in macchina ad allume e colofonia, e vi fu l'introduzione delle prime paste prodotte dalla lavorazione e dallo spappolamento del legno, e non più delle fibre tessili. 
La qualità del prodotto era quindi sempre più scadente e la carta prodotta tendeva con estrema facilità a ingiallire e a diventare fragile, a causa della maggiore quantità di lignina.
Oltre a questi difetti "intrinseci" della fabbricazione della carta, possiamo ricordare ulteriori fattori di deterioramento:
- danni fisici, strappi, usura;
- i raggi ultravioletti (es. luce solare, bulbi fluorescenti) che provocano l'ossidazione della cellulosa;
- polvere, che crea un ambiente accogliente per insetti e batteri;
- umidità, che favorisce lo sviluppo di muffe;
- inquinanti aggressivi, tra cui a volte gli stessi inchiostri chimicamente instabili e i depositi lasciati dalle dita dei lettori;
- mammiferi (es. topi) e insetti (es. termiti, tarli, lepismi) che si nutrono di carta;
- batteri, funghi e muffe.
- processi di ossidazione degli accumuli di materiali metallici (soprattutto ferro, ma anche rame) già presenti nel materiale cartaceo. A tali processi è probabilmente riconducibile la formazione di macchie pigmentate bruno-rossastre, note sotto il nome di foxing.